# جورج أندرسون (لاعب كرة قدم كندي)
جورج أندرسون (1901 باسكتلندا في المملكة المتحدة - ) هو لاعب كرة قدم كندي في مركز الدفاع. شارك مع منتخب كندا لكرة القدم. أما مع النوادي، فقد لعب مع وستمنستر رويالز ‏.